# Cẩm Lệ (quận)

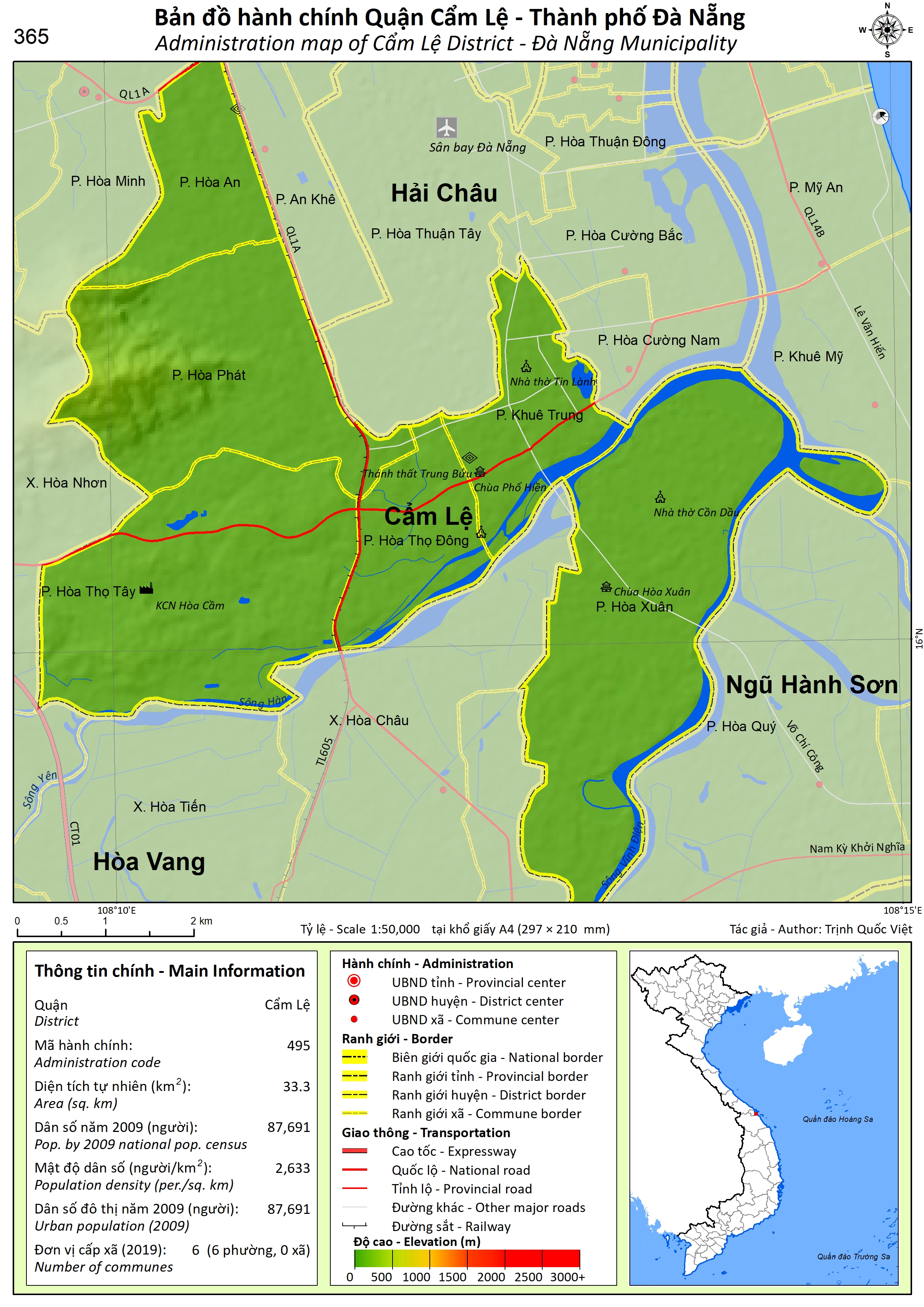
Bản đồ hành chính quận Cẩm Lệ

Cẩm Lệ là một quận nội thành cũ thuộc thành phố Đà Nẵng, Việt Nam.

## Địa lý
Quận Cẩm Lệ nằm ở phía tây nam nội thành của thành phố Đà Nẵng, có vị trí địa lý:
- Phía đông giáp quận Ngũ Hành Sơn
- Phía tây và phía nam giáp huyện Hòa Vang
- Phía bắc giáp quận Liên Chiểu, quận Thanh Khê và quận Hải Châu.

Quận Cẩm Lệ có diện tích 34 km², chiếm 2,63% diện tích toàn thành phố, dân số 143.632 người, chiếm 9,6% số dân toàn thành phố, mật độ dân số đạt 4.224 người/km². Đây là quận nội thành duy nhất của Đà Nẵng không giáp biển.

## Lịch sử
Ngày 5 tháng 8 năm 2005, Chính phủ ban hành Nghị định 102/2005/NĐ-CP. Theo đó:
- Thành lập quận Cẩm Lệ trên cơ sở tách 3 xã: Hòa Phát, Hòa Thọ, Hòa Xuân thuộc huyện Hòa Vang và phường Khuê Trung thuộc quận Hải Châu
- Chia xã Hòa Phát thành 2 phường: Hòa Phát và Hòa An
- Chia xã Hòa Thọ thành 2 phường: Hòa Thọ Đông và Hòa Thọ Tây
- Chuyển xã Hòa Xuân thành phường Hòa Xuân.

Quận Cẩm Lệ có 3.330 ha diện tích tự nhiên và 71.429 nhân khẩu với 6 đơn vị hành chính trực thuộc, bao gồm 6 phường như hiện nay: Khuê Trung, Hoà Thọ Đông, Hoà Thọ Tây, Hoà An, Hoà Phát và Hoà Xuân.

## Hành chính
Quận Cẩm Lệ có 6 phường trực thuộc, bao gồm: Hòa An, Hòa Phát, Hòa Thọ Đông, Hòa Thọ Tây, Hòa Xuân và Khuê Trung.

## Đường phố
- 29 tháng 3
- Bắc Sơn
- Bãi Sậy
- Bàu Trâm Trung
- Bích Khê
- Bùi Công Trừng
- Bùi Giáng
- Bùi Hiển
- Bùi Kỷ
- Bùi Tấn Diên
- Bùi Thiện Ngộ
- Bùi Trang Chước
- Bùi Vịnh
- Bùi Xương Trạch
- Bùi Xương Tự
- Cách Mạng Tháng Tám
- Cao Sơn Pháo
- Cao Xuân Huy
- Chế Viết Tấn
- Chu Mạnh Trinh
- Cống Quỳnh
- Đàm Văn Lễ
- Đặng Đức Siêu
- Đặng Hòa
- Đặng Nhơn
- Đặng Như Mai
- Đặng Văn Ngữ
- Đặng Xuân Bảng
- Đào Công Chính
- Đậu Quang Lĩnh
- Diên Hồng
- Diệp Minh Châu
- Đinh Châu
- Đinh Gia Trinh
- Đinh Liệt
- Đinh Nhật Tân
- Đinh Văn Chấp
- Đỗ Đăng Đệ
- Đỗ Đăng Tuyển
- Đô Đốc Bảo
- Đô Đốc Lân
- Đô Đốc Lộc
- Đô Đốc Tuyết
- Đỗ Đức Dục
- Đỗ Quỳ
- Đỗ Thúc Tịnh
- Đỗ Tự
- Đội Cấn
- Đội Cung
- Đoàn Hữu Trưng
- Đoàn Ngọc Nhạc
- Đoàn Nguyễn Thục
- Đoàn Nguyễn Tuấn
- Đoàn Quý Phi
- Đội Cấn
- Đống Công Tường
- Dương Bá Cung
- Dương Đức Nhan
- Dương Loan
- Dương Quảng Hàm
- Hà Bồng
- Hà Duy Phiên
- Hà Mục
- Hà Tông Quyền
- Hà Văn Trí
- Hàn Thuyên
- Hồ Biểu Chánh
- Hồ Đắc Di
- Hồ Nguyên Trừng
- Hồ Phi Tích
- Hồ Sĩ Dương
- Hồ Trung Lượng
- Hồ Tỵ
- Hoàng Châu Ký
- Hoàng Đạo Thành
- Hoàng Đạo Thúy
- Hoàng Đình Ái
- Hoàng Dư Khương
- Hoàng Hiệp
- Hoàng Minh Giám
- Hoàng Ngọc Phách
- Hoàng Sâm
- Hoàng Tăng Bí
- Hoàng Thế Thiện
- Hoàng Thị Ái
- Hoàng Xuân Hãn
- Hoàng Xuân Nhị
- Huy Cận
- Huỳnh Ngọc Đủ
- Huỳnh Tấn Phát
- Huỳnh Tịnh Của
- Huỳnh Văn Đảnh
- Huỳnh Văn Gấm
- Khương Hữu Dụng
- Kiều Phụng
- Kiều Sơn Đen
- La Hối
- Lâm Nhĩ
- Lê Ấm
- Lê Cao Lãng
- Lê Đại Hành
- Lê Đỉnh
- Lê Đình Kỵ
- Lê Duy Lương
- Lê Hiến Mai
- Lê Hồng Sơn
- Lê Kim Lăng
- Lê Minh Trung
- Lê Ngân
- Lê Nổ
- Lê Quảng Chí
- Lê Quang Định
- Lê Quang Hòa
- Lê Sỹ
- Lê Thạch
- Lê Thận
- Lê Thanh Nghị
- Lê Thiết Hùng
- Lê Trọng Tấn
- Lê Văn An
- Lê Văn Đức
- Lê Văn Linh
- Lê Vĩnh Khanh
- Lư Giang
- Lương Định Của
- Lương Khắc Ninh
- Lương Nhữ Hộc
- Lương Văn Can
- Lưu Nhân Chú
- Lý Nhân Tông
- Lý Tế Xuyên
- Mạc Đăng Doanh
- Mạc Đăng Dung
- Mạc Thị Bưởi
- Mai Anh Tuấn
- Mai Chí Thọ
- Mẹ Thứ
- Nam Trân
- Ngô Huy Diễn
- Ngô Mây
- Ngô Nhân Tịnh
- Ngô Thế Lân
- Nguyễn Ân
- Nguyễn Bính
- Nguyễn Công Hoan
- Nguyễn Công Triều
- Nguyễn Cư Trinh
- Nguyễn Đăng Đạo
- Nguyễn Đình Thi
- Nguyễn Đình Tứ
- Nguyễn Đỗ Mục
- Nguyễn Đóa
- Nguyễn Đổng Chi
- Nguyễn Dữ
- Nguyễn Đức Thiệu
- Nguyễn Duy
- Nguyễn Hàng
- Nguyễn Hiến Lê
- Nguyễn Hữu Thọ
- Nguyễn Hữu Tiến
- Nguyễn Huy Tưởng
- Nguyễn Khánh Toàn
- Nguyễn Khoa Chiêm
- Nguyễn Kim
- Nguyễn Lai
- Nguyễn Lý
- Nguyễn Mậu Tài
- Nguyễn Mỹ
- Nguyễn Nhàn
- Nguyễn Nho Túy
- Nguyễn Như Đãi
- Nguyễn Như Đổ
- Nguyễn Phẩm
- Nguyễn Phong Sắc
- Nguyễn Phú Hường
- Nguyễn Phước Lan
- Nguyễn Phước Tần
- Nguyễn Quang Chung
- Nguyễn Quang Diêu
- Nguyễn Quang Lâm
- Nguyễn Quý Đức
- Nguyễn Quyền
- Nguyễn Sắc Kim
- Nguyễn Thế Lịch
- Nguyễn Thị Sáu
- Nguyễn Thuật
- Nguyễn Thượng Hiền
- Nguyễn Trác
- Nguyễn Trung Ngạn
- Nguyễn Văn Bổng
- Nguyễn Văn Giáp
- Nguyễn Văn Huyên
- Nguyễn Văn Ngọc
- Nguyễn Văn Tấn
- Nguyễn Văn Tạo
- Nguyễn Văn Thông
- Nguyễn Văn Xuân
- Nguyễn Xuân
- Nguyễn Xuân Hữu
- Nguyễn Xuân Lâm
- Nhất Chí Mai
- Nhơn Hòa Xuân
- Nơ Trang Lơng
- Núi Thành
- Ông Ích Đường
- Phạm Bành
- Phạm Duy Tốn
- Phạm Hùng
- Phạm Hữu Nghi
- Phạm Phú Tiết
- Phạm Sư Mạnh
- Phạm Thế Hiển
- Phạm Tứ
- Phạm Viết Chánh
- Phạm Vinh
- Phạm Xuân Ẩn
- Phan Anh
- Phan Đăng Lưu
- Phan Khoang
- Phan Khôi
- Phan Ngọc Nhân
- Phan Sĩ Thực
- Phan Thao
- Phan Triêm
- Phan Trọng Tuệ
- Phan Văn Đáng
- Phan Văn Trị
- Phù Đổng
- Quách Thị Trang
- Quách Xân
- Tế Hanh
- Thái Văn Lung
- Thân Cảnh Phúc
- Thân Công Tài
- Thăng Long
- Thanh Hóa
- Thành Thái
- Thiều Chửu
- Thu Bồn
- Tố Hữu
- Tô Vĩnh Diện
- Tôn Đản
- Tôn Đức Thắng
- Tôn Thất Dương Kỵ
- Tôn Thất Thuyết
- Trần Đình Long
- Trần Đình Nam
- Trần Đình Phong
- Trần Đức Thảo
- Trần Huấn
- Trần Hữu Duẩn
- Trần Huy Liệu
- Trần Kim Bảng
- Trần Kim Xuyến
- Trần Lê
- Trần Lựu
- Trần Mai Ninh
- Trần Nam Trung
- Trần Ngọc Sương
- Trần Phước Thành
- Trần Quốc Thảo
- Trần Quý Hai
- Trần Thủ Độ
- Trần Thúc Nhẫn
- Trần Văn Đang
- Trần Văn Giáp
- Trần Văn Lan
- Trần Văn Trà
- Trần Văn Ơn
- Trần Viện
- Trần Xuân Soạn
- Triệu Quốc Đạt
- Trịnh Đình Thảo
- Trinh Đường
- Trịnh Hoài Đức
- Trịnh Khả
- Trừ Văn Thố
- Trường Chinh
- Trương Minh Ký
- Trương Quang Giao
- Trường Sơn
- Tú Mỡ
- Văn Tiến Dũng
- Võ An Ninh
- Võ Chí Công
- Võ Quảng
- Võ Sạ
- Võ Thành Vỹ
- Võ Văn Ngân
- Vũ Cán
- Vũ Đình Liên
- Vũ Hàn
- Vũ Lăng
- Vũ Thạnh
- Vũ Thành Năm
- Vũ Trọng Hoàng
- Vũ Xuân Thiều
- Xô Viết Nghệ Tĩnh
- Xuân Thủy
- Yên Thế

## Giáo dục
Một số trường Đại học, Cao đẳng đóng trên địa bàn như:
- Đại học Ngoại ngữ.
- Cao đẳng Bách khoa Đà Nẵng.

## Y tế
Một số bệnh viện đóng trên địa bàn quận Cẩm Lệ như:
- Bệnh viện Y học cổ truyền Đà Nẵng.
- Bệnh viện Đa khoa quận Cẩm Lệ.
- Bệnh viện Đa khoa Tâm trí Đà Nẵng.

## Hạ tầng

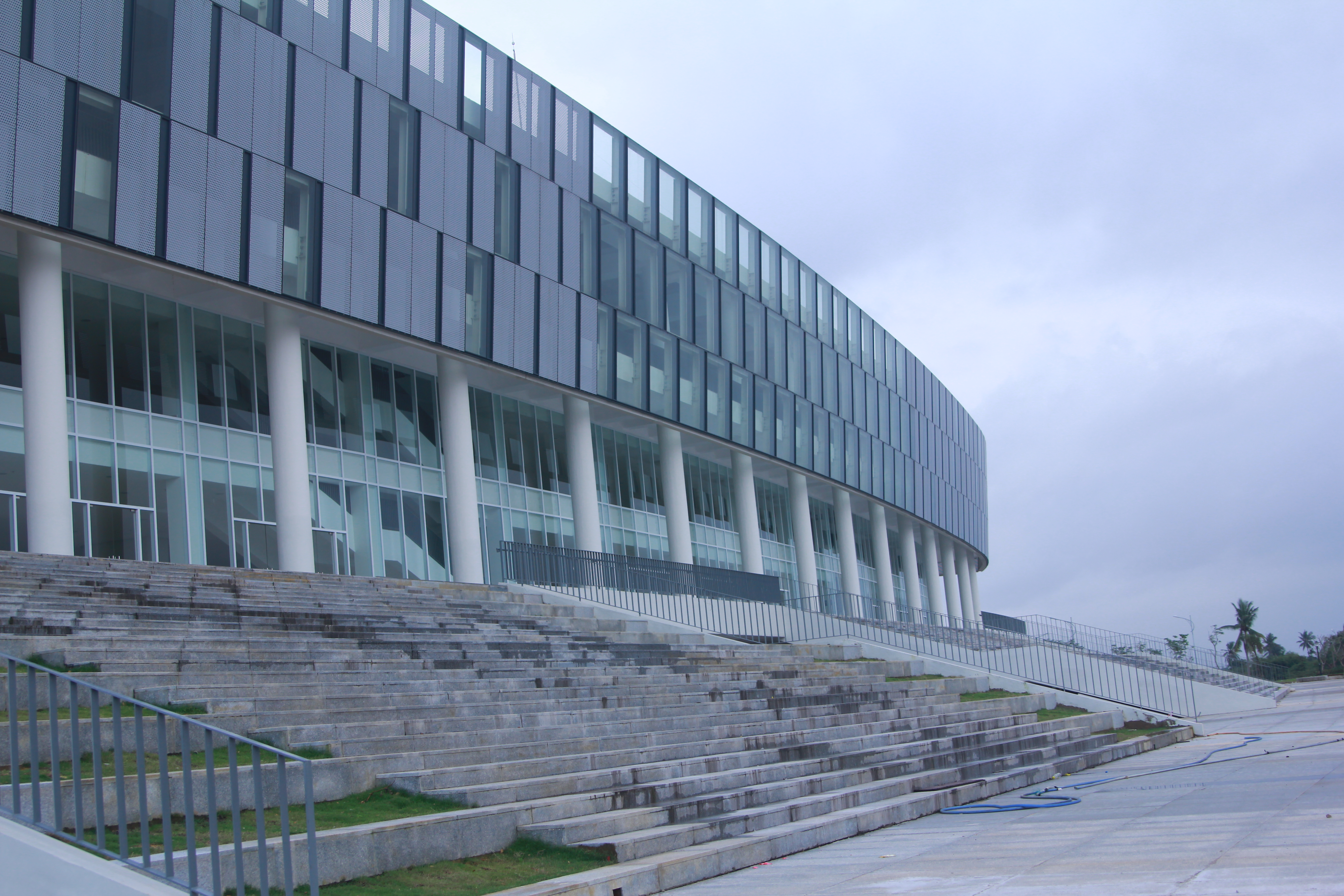
Sân vận động Hòa Xuân

Hiện nay, trên địa bàn quận đã và đang hình thành một số khu đô thị cao cấp như: khu đô thị Dream House, khu đô thị Phước Lý, khu đô thị Nam cầu Nguyễn Tri Phương, khu đô thị Green Lake, khu đô thị An Phát, khu đô thị Thăng Long Riverside, khu đô thị đầu trục Tây Bắc, khu đô thị Hòa An Residence...